# 東京ディズニーランドのショーレストランで終了したエンターテイメントの一覧
東京ディズニーランドの終了したショーレストランのエンターテイメントの一覧（とうきょうディズニーランドのしゅうりょうしたショーレストランのエンターテイメントのいちらん）は、これまでに東京ディズニーランドのショーレストランで公演が終了したエンターテイメント（ランチショー/ディナーショー）の一覧と説明である。なお、スペシャルイベントのエンターテイメントは除く。

## 概要
公演が行われるのは以下の2つのレストランであり、それぞれランチとディナーで別なショーが公演される。
- ポリネシアンテラス・レストラン
- ザ・ダイヤモンドホースシュー（スルーフットスーのダイヤモンドホースシュー）

ダイヤモンドホースシューについてはアトラクションとしても扱われている。

## ポリネシアンテラス・レストラン

### ミッキーのサンセット・ルアウ
ミッキーがホストを務めるパーティー。「コナ・ウィンド」の生演奏をバックに、女性シンガーが「ヒイラヴィエ」を歌うことでショーがスタート。ハワイの情熱的なダンスが繰り広げられる。ミニーがフラダンスを披露する。

### ミッキーとミニーのポリネシアン・パラダイス
『ミッキーとミニーのポリネシアン・パラダイス』(Mickey & Minnie's Polynesian Paradise)は、アドベンチャーランド内にある「ポリネシアン・テラス・レストラン（Polynesian Terrace Restaurant）」（提供：キッコーマン）店内のステージで開催されるディナーショーである。1998年2月28日スタート。ゲストは食事をしながらショーを楽しめるようになっている。コナ・ウィンドによるバンドの生演奏をバックに歌やダンスが楽しめる。このショーを見るには予約が必要で、ディズニーホテルの宿泊者以外は当日の朝開園と同時に受付を開始する。混雑期には開園してすぐ予約終了する場合もある。2009年2月2日公演分からの予約は公式サイトで1か月前から受け付けている。2016年3月21日より新ディナーショー「ミッキーのレインボー・ルアウ」がスタートするに合わせて、2016年1月4日をもって公演を終了した。
※開催場所である「ポリネシアンテラス・レストラン」の休業日は休演となる。
DATA
- 公演場所：ポリネシアンテラス・レストラン（提供：キッコーマン）
- 所要時間：約65分
- 上演時間：約50分
- 公演回数：1日4回（21時、22時閉園の時のみ）

登場キャラクター
ミッキーマウス、ミニーマウス、チップとデール
出演者数
13名（キャラクター4名、ダンサー4名、シンガー1名、バンド4名）

### リロのルアウ&ファン
『リロのルアウ&ファン』(Lilo's Luau & Fun)は、アドベンチャーランド内にある「ポリネシアン・テラス・レストラン（Polynesian Terrace Restaurant）」（提供：キッコーマン）店内のステージで開催されるランチショーである。2005年2月21日スタート。ゲストは食事をしながらショーを楽しめるようになっている。「ルアウ」とはハワイの言葉で"パーティ"という意味。ディズニー映画「リロ&スティッチ」のリロが主催するという設定で進行していく。途中で全ての出演キャラクターが各テーブルを回るグリーティングが実施される。このショーを見るには予約が必要で、ディズニーホテルの宿泊者以外は当日の朝開園と同時に受付を開始していた。混雑期には開園してすぐ予約終了する場合もあった。2009年2月2日公演分からは予約が必要で、公式サイトで1か月前から受け付けていた。2020年3月31日をもって公演を終了することになっていたが、2月29日から新型コロナウイルス感染拡大防止のために東京ディズニーランドが臨時休園したため、実質的には2月28日が公演終了日となった。
その後のランチではショーは公演せず食事のみの提供となっている。。
なお、開催場所である「ポリネシアンテラス・レストラン」が休業となる日は休演となっていた。
公演情報
- 公演場所:ポリネシアンテラス・レストラン（提供：キッコーマン）
- 所要時間：約75分
- 上演時間：約60分
- 公演回数：1日3〜5回

登場キャラクター
リロ、スティッチ、ミッキーマウス、ミニーマウス、チップとデール
ポノおじさん（ショーのMCを務める。リロのおじさんという設定のこのショー独自のキャラクター）

## ダイヤモンドホースシュー

### ダイヤモンドホースシュー・レビュー

#### 公演期間
1983年4月15日-2001年5月23日
2000年頃の内容改変の前後で一部内容が変更されたが、大筋では同じ内容のショーを18年間続け、パーク内ではもっとも公演回数の多いショーであった
長年ペコス・ビルを週5日努めたアクター（葉山純平）が降板したために内容が変更された。

#### 出演者
- スルーフット・スー（外国人）
- ダイヤモンド・ジム（外国人）
- ペコス・ビル（前期：日本人、後期：外国人）
- ダイヤモンドホースシュー・ガールズ（4人、内訳：日本人2名・外国人2名、外国人は夜のショー（フープ・ディー・ドー・レビュー）にも出演していた）
- ザ・バンド（ピアノ、ドラム、バンジョー、トランペット、全員日本人でレギュラーは週5日と週2日で一年ごとに入れ替わり）

#### ショーの流れ
1. プロローグ
  - 概要：バンドの生演奏
  - 出演者：ザ・バンド
  - 楽曲：Welcome to the Diamond Horseshoe

2. オープニング
  - 概要：ダイヤモンドホースシュー・ガールズが踊る。
  - 出演者：ザ・バンド、ダイヤモンドホースシュー・ガールズ
  - 楽曲：Welcome to the Diamond Horseshoe

3. スルーフット・スー
  - 概要：ダイヤモンドホースシュー・ガールズがスルーフット・スーを呼び込み挨拶をする
  - 出演者：ザ・バンド、ダイヤモンドホースシュー・ガールズ、スルーフット・スー
  - 楽曲：Welcome to the Diamond Horseshoe

4. スルーフットスーの恋人探し
  - 概要：スルーフット・スーが客席を回って恋人(額の広い人)を探し、額にキスをする。
  - なお、客席の恋人探しの時に、スルーフット•スーが持っている手鏡の反射光を顔に当てられた観客席の人が選ばれ、舞台上に呼び込まれて、ショーを行っていた時期も有った。
  - 出演者：ザ・バンド、スルーフット・スー

5. ダイヤモンドジム
  - 概要：ダイヤモンド・ジムが客席を回って挨拶をする
  - 出演者：ザ・バンド、ダイヤモンド・ジム

6. おおスザンナ
  - 概要：ダイヤモンドジムが歌に会わせてダイヤモンドホースシュー・ガールズを呼び込んで歌い踊り、最後にスルーフット・スーを呼び込み踊り、最後にキスをする（傘で隠す）
  - 出演者：ザ・バンド、ダイヤモンド・ジム、ダイヤモンドホースシュー・ガールズ、スルーフット・スー
  - 楽曲：おおスザンナ

7. セールスマン（前期）、手品師（後期）
  - 出演者：ザ・バンド、ペコス・ビル
  - 概要：（前期）ペコス・ビルが押し売りとして客席に乱入、ダイヤモンドジムを追い出してセールストークを始める。販売する商品は「マネープリンター」「ロープ」「プリマハム」で、演者の気分で「印籠」も売りに出す。マネープリンターの説明では、最前列のゲストから1000円（以上）を借り、それを無理矢理手付け金として預かり、ロープは一番派手に拍手をした人を強制的に指名して売りつける。1つ5万円均一。ほとんど売れずにあきらめて帰って行く。風船でバルーンアートを売りつける人もいた。元旦などは観客がノリで全部購入して盛り上げるなどもあった。
  - 概要：（後期）ペコス・ビルが手品師として客席から登場し手品を披露する。

8. ペコスビル
  - 概要：（前期）ダイヤモンドジムがスルーフットスーに「ボーイフレンドは誰？」と聞くと、スルーフットスーは先ほどキスをしたゲストの名前を出す。それを見てあわてるダイヤモンド・ジムは再度訪ねる（もちろん自分だよね、と言う雰囲気で）と、スルーフットスーは「ペコスビル」と宣言し曲が始まる。そうするとペコスビルが登場して踊りを披露する。その途中で膝掛けを抱いて踊る、それをみて驚く二人をよそ目に陶酔しているペコスビルにスルーフットスーが「ぺこーす」と呼びかけると正気になる。そして膝掛けを殴りスルーフットスーの元にいき「キス・ミー」とキスを求めるが「プリーズ」と言った瞬間にダイヤモンドジムの方を向いてしまい二人に殴られる。その後二人が持ってきた水鉄砲を客席に向かって打ちまくる。
  - 概要：（後期）基本的な流れは前期と同じだが、日本人でないと演じきれない特有のギャグなどが省略された。
  - 出演者：ザ・バンド、ダイヤモンド・ジム、スルーフットスー、ペコス・ビル、
  - 楽曲：ペコス・ビル

9. カンカン
  - 概要：客席の後ろやステージの左右からダイヤモンドホースシュー・ガールズが登場しカンカンダンスを披露する。
  - 出演者：ザ・バンド、ダイヤモンドホースシュー・ガールズ
  - 楽曲：カンカン

10. エンディング
  - 概要：ガイヤモンドホースシュー・ガールズがダイヤモンド・コを本名で呼び込み（ダイヤモンドホースシュー・ガールズはそのままカンカンを踊り続けてる）、ダイヤモンドジムがスルーフットスーを本名で呼び込み、ダイヤモンドジムとスルーフットスーが「ザ・バンド」とバンドを紹介して、ダイヤモンドジムがペコス・ビルを本名で呼び込みペコス・ビルがヒトネタ演じてダイヤモンドフォースシュー・ガールズをバックに三人が手をつないで挨拶しながら幕が下りる。
  - 出演者：ザ・バンド、ダイヤモンドホースシュー・ガールズ、ダイヤモンドジム、スルーフットスー、ペコス・ビル。

### フープ・ディー・ドゥー・レビュー
The Hoop Dee Doo Review
1860年頃に行われていたショーの再現。

#### 公演期間
1983年4月15日-2001年5月23日

#### 出演者
- シンガー男／女（外国人）
- ジョニー（男ダンサー、日本人）
- クレア（女ダンサー、外国人、昼のショー「ダイヤモンドホースシュー・レビュー」にも出演していた。）
- シックス・ビット（男コメディアン、日本人）
- ドリー（女コメディアン、日本人）
- ザ・バンド（ピアノ、ドラム、バンジョー、トランペット、全員日本人で昼のショート同じ）
- ザ・ダイヤモンドホースシューのウェイター・ウェイトレス

#### ショーの流れ
1. プロローグ
  - 概要：ピアノの独演からバンドの生演奏
  - 出演者：ザ・バンド

2. オープニング
  - 概要：メイン出演者の六人が馬車で到着したという設定で馬車の到着音が鳴り客席の後方から出演者が到着して歌う。
  - 楽曲：The Hoop Dee Doo Review

3. ようこそ
  - 概要：出演者がみんないろいろな場所から来ていると歌いながら自己紹介していく
  - 楽曲：ようこそここへ

4. さあ食事です
  - 概要：お腹空きましたかーと客席に声をかけてメイン料理ができあがった合図のベル似合わせて出演者がキッチンへの扉を開いてザ・ダイヤモンドホースシュー・ウェイターとザ・ダイヤモンドホースシュー・ウェイトレスが全テーブルにメイン料理を運ぶ、その後に曲に合わせてセンターテーブルを縁者が囲み歌い踊る
  - 楽曲：美味しい物食べよ

5. （食事時間）
  - 概要：食事の時間のため演出無し、しばらくするとバンドが演奏を初めて演者達がグリーティングを始める。

6. シンガー
  - 概要：シンガー二人が客席の真ん中で歌う
  - 出演者：シンガー男／女

7. ダンサー
  - 概要：ダンサー二人が歌い踊る
  - 出演者：ダンサー男／女

8. 一大スペクタクル
  - 概要：コメディアン二人が観客を左右に分けていろいろ競わせる、ゲストも弄る
  - 楽曲：歌ってみよう
  - 出演者：コメディアン男／女

9. デザートタイム
  - 概要：ステージからアップルパイを持ったザ・ダイヤモンドホースシュー・ウェイターとザ・ダイヤモンドホースシュー・ウェイトレスが全テーブルにアップルパイ料理を運ぶ、ウェイターが最後にヒトネタ披露するのが恒例になっていた。
  - 楽曲：さあ食べようアップルパイ

10. ゲスト参加笑劇「ディビークロケット」
  - 概要：デイビークロケットの冒険から四つのシーンを笑劇する。ゲストから四人選んで
    - 青年男子（インディアン）※イケメン
    - 少年（テキサスレンジャー）※勇気
    - 女性（カンカンダンサー）※美貌
    - 太め男性（天使）※お腹

  - 楽曲：デイビークロケット

11. エンディング
  - 概要：客席に配布された洗濯板をスプーンで叩いて曲に参加させて、ウェイターやウェイトレスを含めた全出演者とゲストが手をつないでフロアを回る。
  - 楽曲：この素晴らしい一時をどうぞ忘れないで

12. チェイサー
  - 概要：メイン出演者の六人が歌いながら客席後方から帰って行く。
  - 楽曲：The Hoop Dee Doo Review

### スルーフットスーのダイニング＆ファン
公演期間 2001年6月1日-2005年1月31日

### ペコス・グーフィーのフロンティアレビュー
公演期間 2001年6月1日～2013年1月6日
『ペコス・グーフィーのフロンティアレビュー』(Pecos Goofy's Frontier Revue)はウエスタンランドにある「ザ・ダイヤモンドホースシュー(The Diamond Horseshoe)」（提供：プリマハム）の店内にて開催されるディナーショーである。
西部開拓時代のヒーロー、ペコス・ビルに扮したグーフィーが主役となり歌や踊りを披露し、シェフのミッキーマウスもデザートを持って登場する。ショーの最後には女性ダンサーによる本格的フレンチカンカンが披露される。約11年間続いた。
ショーを見るには予約が必要で、ディズニーホテルの宿泊者以外は当日の朝開園と同時に受付を行っていた。混雑期には開園してすぐに満席となり予約受付が終了する場合もあった。
2009年2月2日公演分からは原則として当日予約は行えず、公式サイトで事前予約を申し込む必要があった。
※開催場所である「ザ・ダイヤモンドホースシュー」が休業中は休演となった。
DATA
- 公演場所：ザ・ダイヤモンドホースシュー（提供：プリマハム）
- 所要時間：約75分
- 公演時間：約50分
- 公演回数：1日3回（21時、22時閉園の時のみ）

登場キャラクター
グーフィー、ミッキーマウス、スルーフットスー

### ホースシュー・ラウンドアップ
公演期間 2005年2月8日～2020年2月29日
『ホースシュー・ラウンドアップ』(Horseshoe Roundup)は、ウエスタンランドにある「ザ・ダイヤモンドホースシュー(The Diamond Horseshoe)」（提供：プリマハム）の店内にて開催されるランチショーである。
ディズニー/ピクサー映画「トイ・ストーリー」のウッディやジェシーたちが主役となる楽しいショー、ウッディ愛馬のブルズアイも登場してダンスを披露するなど、歌や踊り、笑いやアクションたっぷりのコメディショー。2005年2月8日スタート。
ショーを見るには予約が必要で、ディズニーホテルの宿泊者以外は当日の朝開園と同時に受付を行っていた。混雑期には開園してすぐ予約終了する場合もあった。
2009年2月2日公演分からは予約が必要で、公式サイトで1か月前から受け付けている。
なお、開催場所である「ザ・ダイヤモンドホースシュー」が休業となる日は休演となる。
公演情報
- 公演場所：ザ・ダイヤモンドホースシュー（提供：プリマハム）
- 所要時間：約60分
- 上演時間：約45分
- 公演回数：1日2〜5回

登場キャラクター
ウッディ、ジェシー、ブルズアイ、スルーフットスー

### ザ・ダイヤモンドホースシュー・プレゼンツ“ミッキー＆カンパニー”
公演期間 2013年3月1日～2020年2月29日
『ザ・ダイヤモンドホースシュー・プレゼンツ“ミッキー＆カンパニー”』(The Diamond Horseshoe presents“Mickey＆Company”)はウエスタンランドにある「ザ・ダイヤモンドホースシュー(The Diamond Horseshoe)」提供：プリマハム）の店内にて開催されるのディナーショーである。
レストランの女性オーナーのスルーフットスーは、ミッキー率いる「ミッキー＆カンパニー」を招待し、一夜限りのスペシャルディナーショーを開催。ミッキー達によるマジックや楽器演奏で観客を楽しませてくれる。2013年3月1日スタート。
このショーを見るには予約が必要で、公式サイトで1か月前から受け付けている。
公演情報
- 公演場所：ザ・ダイヤモンドホースシュー（提供：プリマハム）
- 所要時間：約75分
- 上演時間：約60分
- 公演回数：1日3回(公演回数は変更になる場合あり。)

登場キャラクター
ミッキーマウス、ミニーマウス、ドナルドダック、スルーフットスー